# Тайський ріджбек
Тайський ріджбек (тай. ไทยหลังอาน), також відома як TRD, Mah Thai, або Mah Thai Lang Ahn — старовинна аборигенна порода собак, нещодавно офіційно визнана як стандартизована порода. Порода донедавна не була широко відома за межами Таїланду, однак з часом відомості про неї досягли Європи та США.. Тайський ріджбек є однією з трьох порід собак, які мають гребінь (рідж, від англ. ridge) — смугу шерсті на спині, що росте в протилежному напрямку відносно решти волосяного покрову. Інші дві породи — родезійський ріджбек та фукуокський ріджбек.

## Зовнішній вигляд

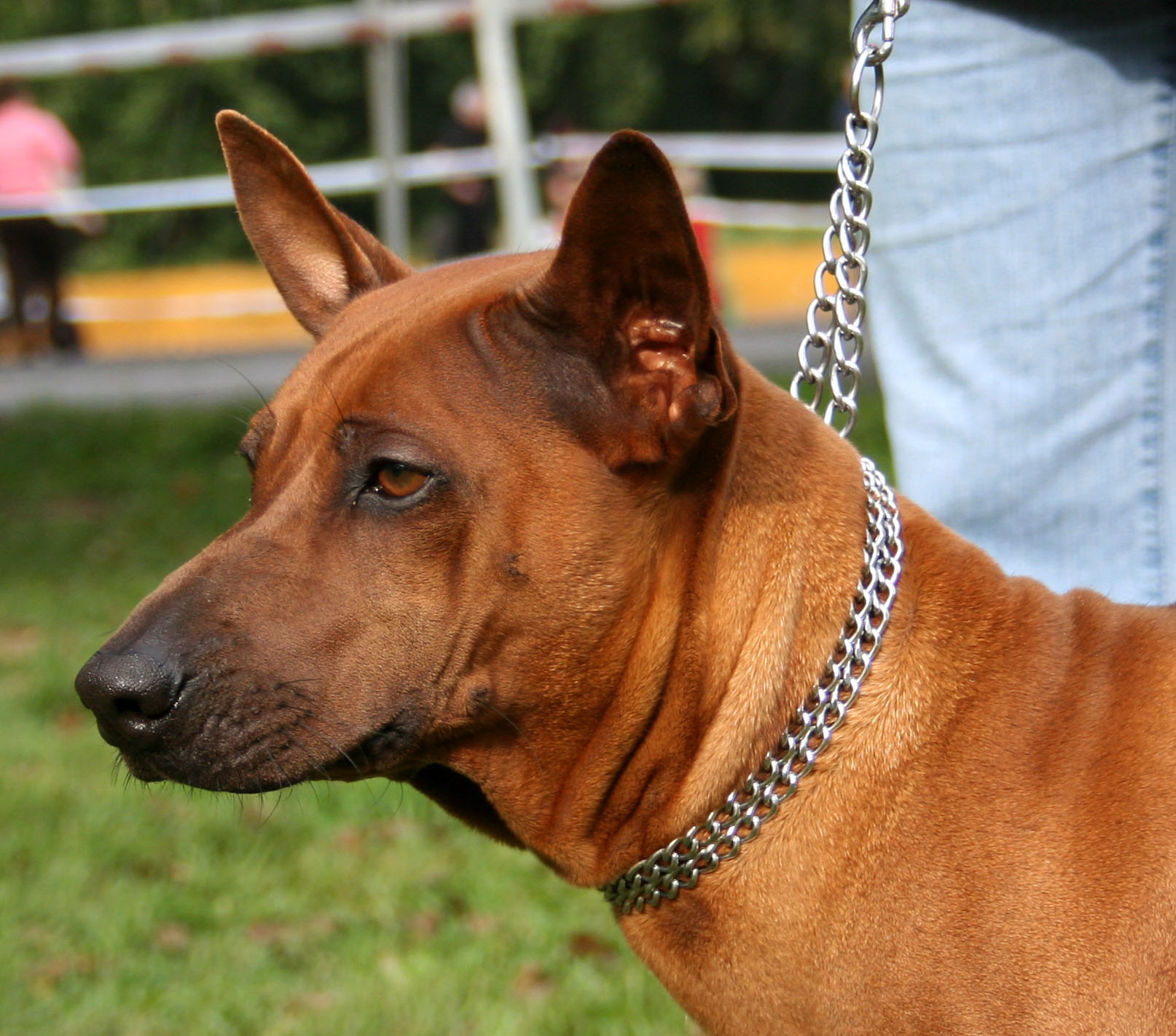
Тайський ріджбек

Тайський ріджбек — мускулиста, середнього розміру собака-парія з клиноподібною головою, трикутними гострими вухами, і дуже короткою, жорсткою шерстю. Вона має виражений гребінь на спині, що формується внаслідок шерсті, що росте в протилежному напрямку — від стегон до холки. Цуценята іноді народжуються без гребеня.
Тайські ріджбеки мають мускулисте, обтічної форми тіло, що сприяє їх надзвичайній рухливості. Хвіст серпоподібної форми, що загинається вгору. Передня частина морди має значну кількість яскраво виражених складок. Як і у багатьох інших східних порід, в анатомії тайського ріджбека збереглися «ножицеподібні щелепи», коли верхні та нижні зуби блокуються при стисканні кісток щелепи.
Язик може бути чорного кольору або мати чорні відмітки. Очі мигдалеподібні, зазвичай коричневого кольору, але у собак блакитного окрасу можуть бути янтарні.
Вуха посаджені низько, незначно розведені в обидва боки. Під час дорослішання цуценят вуха стають вертикально; їх не купірують. Спина рівна та пряма. Шерсть пряма, коротка, жорстка. Відповідно до властивостей шерсті линяння є незначним і відбувається один або два рази на рік.
Оскільки дана порода не має підшерстя, її шерсть не заважає людям, що зазвичай мають алергію до шерсті собак інших порід. Шерсть має бути однотонною та мати один з чотирьох кольорів:
- блакитний
- чорний
- червоний
- ізабелловий

Допускається наявність чорної маски у червоних особин породи.
Зустрічаються також строкаті та білі варіанти окрасу, які не є прийнятними відповідно до стандарту.
Для міжнародних виставок та змагань, зріст у холці має бути 56–61 см (22-24 дюйми) у кобелів та 51–56 см (20-22 дюйми) у сук. Середня вага кобеля від 15,9 до 24,9 кг, суки — від 18,1 до 27,2 кг.
Гребінь може бути одного з восьми характерних варіантів візерунка, що має наступну форму:
- голки
- пера
- стріли
- лютні
- скрипки
- кеглі
- листка
- сідла

Усі зазначені візерунки є прийнятними за умови чіткого окреслення та симетрії. Чим більше повно виражений рідж, тим більш високо він оцінюється.

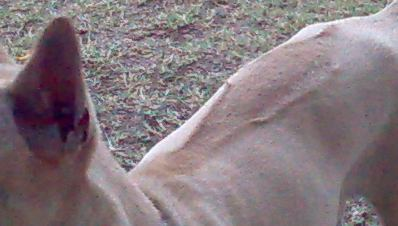
Гребінь у формі скрипки
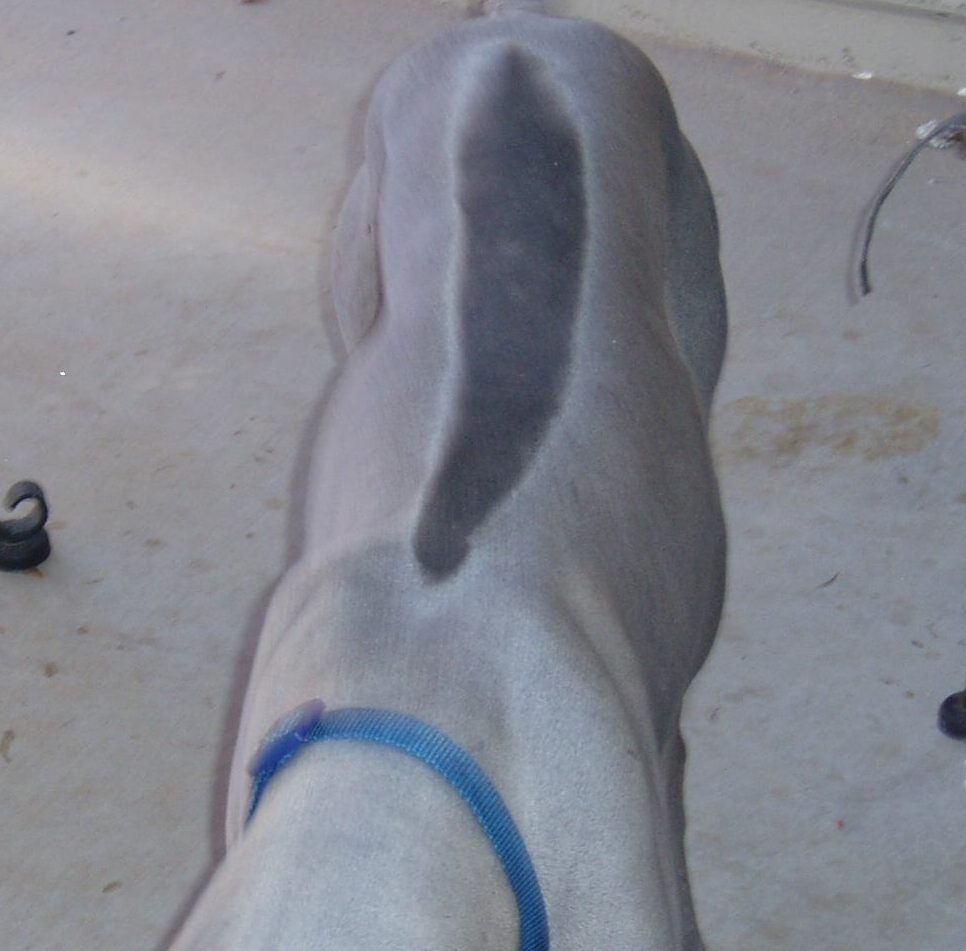
Гребінь у формі сідла

## Здоров'я
Тайський ріджбек — міцна, в цілому здорова порода, яка, втім, може мати незначні проблеми зі здоров'ям.
Порода донедавна розвивалася у Таїланді майже виключно шляхом природного відбору, та за незначної кількості одомашнених особин. Депресія інбридингу у породі не спостерігається.
Тайські ріджбеки собаки схильні до дермоїдного синусу. Популяційні лінії тайського ріджбеку, які виникають в результаті міжпопуляційного схрещення, можуть бути також схильними до дисплазії та інших генетичних розладів.

### Характер

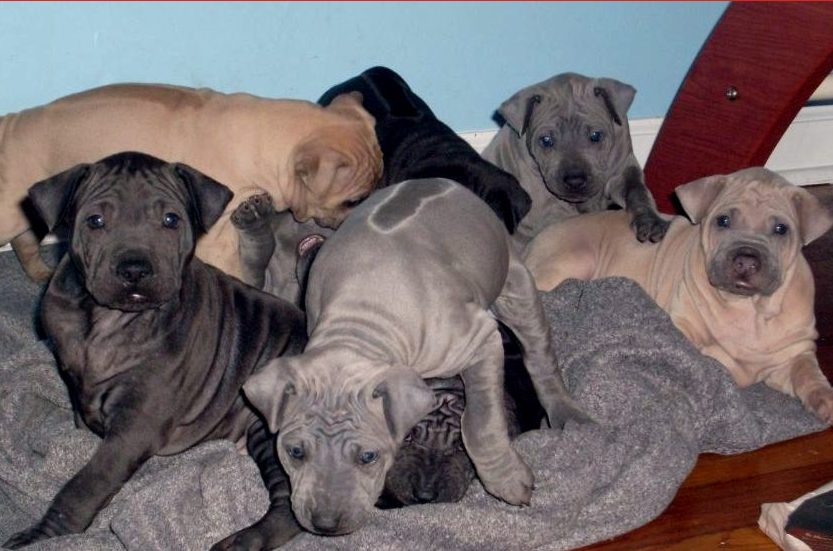
Цуценята тайського ріджбека

Тайські ріджбеки розумна порода. Рівень енергії зазвичай коливається від середнього до високого, більшу частину дня становить відпочинок зі спорадичними сплесками активності.
Добре виховані й правильно соціалізовані тайські ріджбеки є вірними та люблячими домашніми тваринами та завдяки природним здібностям захищають свій дім та сім'ю. У випадку неправильної соціалізації можуть бути агресивні або боязкими.
Найкраще утримуються постійними власниками, котрі добре розуміють поведінку собаки. Завдяки географічній ізоляції та відсутності контактів з людьми, у тайського ріджбека збереглося незалежне мислення та більшість природних інстинктів і прагнень, особливо прагнення до полювання.
Маючи відмінну здатність стрибати, можуть намагатися втекти й мандрувати у випадку неналежного утримання.

## Генетика

### Гребінь
Наявність гребеня контролюється двома групами епістатичних генів. Перша визначає наявність гребеня, друга — розмір, від відсутності до досить великого (аж до боків), чим більше цих генів, тим ширшим є гребінь. Гребінь з'являється лише за умови наявності як мінімум однієї домінантної алелі в обох групах.

### Шерсть
Колір шерсті також контролюється двома групами епістатичних генів. Перша визначає колір хутра — чорний, коричневий, червоний або блакитний. Послідовність домінування — від чорного до строкатого, від червоного до білого. Інтенсивність забарвлення контролюється групою модифікуючих генів. Інша група генів контролює розбавлення кольорів. Так, чорний може бути розбавлено до сірого, сріблястого або блакитного, а червоний — до ізабеллового.
В нормальних умовах цілісний колір домінує над розбавленим.

## Історія
Походження тайського ріджбеку не задокументоване, однак відомо, що регіоном походження породи є східний Таїланд. Існує кілька гіпотез щодо історії породи.
Інші існуючі чистопородні ріджбеки — це родезійський ріджбек (англ. Rhodesian Ridgeback) з Південної Африки та В'єтнамський фукуокський ріджбек, дещо менші за тайських ріджбеків.
Генетичні гіпотези стверджують, що як тайський, так і фукуокський ріджбеки, швидше за все, походять від фунанського ріджбеку, породи, що виникла більш ніж 1000 років тому в епоху Фунанського королівства. Нащадок готтентотської собаки (собаки Арі, за назвою племені), африканський предок родезійського ріджбеку, тепер відомий як африканіс.
Ген, що відповідає за наявність гребеня, успадкований цими породами від спільного предка: «Географічне походження гребеня, що наявний у собак-ріджбеків, все ще залишається загадкою, однак існує твердий доказ того, що мутації гребеня у собак-ріджбеків однакові за походженням, а отже, ймовірність паралельних мутацій, що виникли в Азії та Африці (Епштейн, 1937), може бути відхилена».